# Рене 41
Рене 41 (англ. René 41) — жаропрочный сплав никеля, разработан General Electric. Сохраняет высокую прочность в диапазоне температур 649÷982°C. Используется в компонентах реактивных двигателей и ракет, а также в других областях, где требуется высокая прочность при экстремальных температурах.
| Химический состав: |        |         |        |        |       |       |        |       |       |       |       |        |       |
|                    | Cr     | Ni      | Mo     | Co     | Al    | Ti    | B      | C     | Fe    | Mn    | Si    | S      | Cu    |
| ------------------ | ------ | ------- | ------ | ------ | ----- | ----- | ------ | ----- | ----- | ----- | ----- | ------ | ----- |
| Min                | 18.00% | Balance | 9.00%  | 10.00% | 1.40% | 3.00% | 0.003% | 0.06% | --    | --    | --    | --     | --    |
| Max                | 20.00% | Balance | 10.50% | 12.00% | 1.80% | 3.30% | 0.01%  | 0.12% | 5.00% | 0.10% | 0.50% | 0.015% | 0.50% |

Известным применением сплава было его использование при изготовлении внешней оболочки капсул «Меркурий» (первая пилотируемая космическая программа США), а также в конструкции корпуса экспериментальных бомбардировщиков XB-70 Valkyrie ВВС США.